# Métaphase

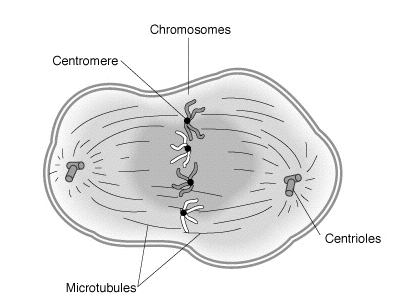
Métaphase en vue de profil.

Cycle cellulaire.

La métaphase (du grec ancien μετά, metá : « au-delà, après ») est la seconde phase de la mitose et de la méiose (ou troisième phase si on considère la prométaphase et la métaphase comme deux étapes distinctes).  
Pour la mitose humaine, la métaphase est très rapide (5 % de la mitose) et correspond au rassemblement des chromosomes condensés à deux chromatides à l’équateur de la cellule pour former la plaque équatoriale, avant d’être séparés pendant l'anaphase. 
C'est pendant cette phase que les chromosomes sont les plus condensés ; ceci explique le fait que les caryotypes soient souvent réalisés sur des chromosomes métaphasiques mitotiques.

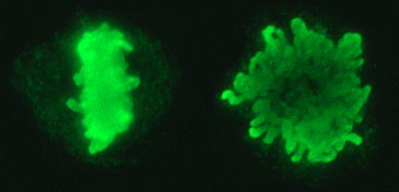
Chromosomes alignés sur la plaque équatoriale. À gauche vue de profil (aspect de plaque). À droite vue centriolaire (aspect de couronne).

Le rôle de cette étape est d'aligner les chromosomes au niveau de la plaque équatoriale, pour cela différents mécanismes se mettent en place. C'est aussi l'un des points de contrôle du cycle cellulaire, il fait en sorte que la cellule n’entre en anaphase qu’une fois que tous les chromosomes ont subi correctement les étapes de condensation et d’alignement. Pour passer ce point de contrôle il faut que tous les kinétochores des chromosomes soient attachés aux microtubules kinétochoriens de façon amphitélique. 
Les débuts de la métaphase peuvent coïncider avec la fin de la prométaphase. Une cellule peut ainsi avoir des chromosomes alignés qui ont déjà entamé la métaphase, et des chromosomes dont les kinétochores n’ont encore pas été atteints par les microtubules. Il faut toutefois savoir que dans certaines cellules, les chromosomes ne se mettent pas parfaitement en ligne au centre de la cellule.

## Mitose

### Conséquence de l'accrochage amphitélique

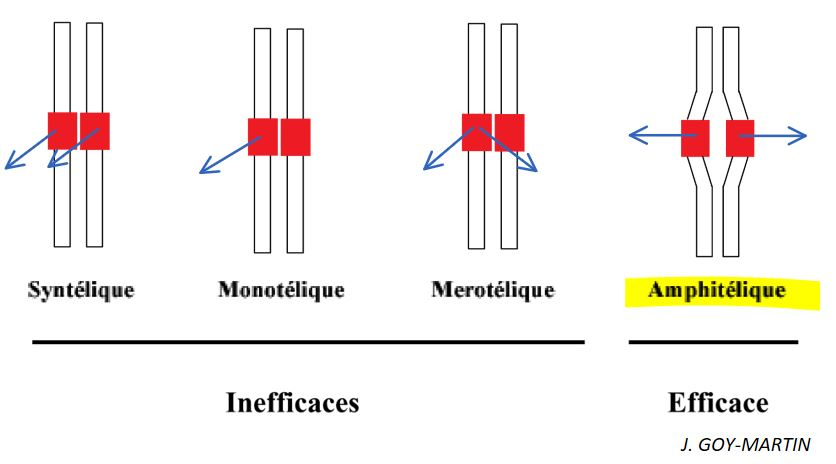
Différents cas d'attachement des chromosomes pendant la métaphase. Un carré rouge représente un kinétochore.

L'accroche amphitélique signifie que le centromère est relié, au niveau de ces kinétochores, par des fibres kinétochoriennes (ou chromosomique) provenant des deux pôles de la cellule. Cet accrochage amphitélique est mis en place durant la prométaphase, et est un des phénomènes principaux du point de contrôle de la mitose.   
Lorsque tous les chromosomes sont accrochés de manière amphitélique, alors la libération des protéines Aurora B dans le cytosol va entraîner l'inactivation du complexe CDK1-Cycline B1, (par dégradation de la Cycline B1) et l'activation du complexe promoteur de l’anaphase (abrégé APC/C) qui permet aux chromatides sœurs de se séparer totalement (au niveau du centromère). L’APC/C catalyse en effet l’ubiquitination de la sécurine, une protéine qui inhibe la séparase (la séparase est responsable de la protéolyse des cohésines, les cohésines assurent l'attachement des 2 chromatides, notamment au niveau juxtacentromérique).

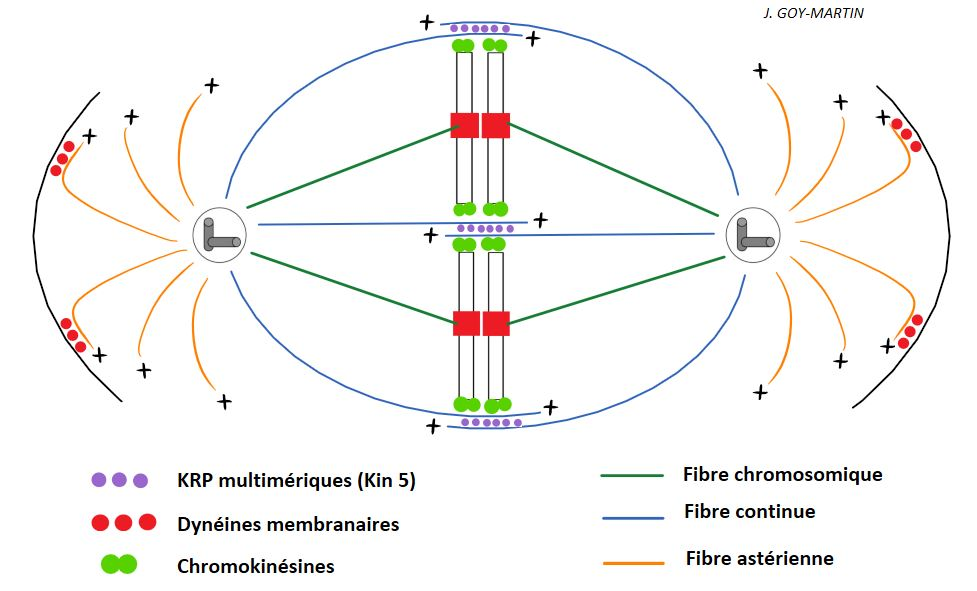
Fuseau mitotique, on retrouve les 2 centrosomes, les divers types de microtubules et les différents moteurs protéiques.

## Méiose
Lors de la métaphase 2, les chromosomes suivent le même schéma que lors de la première métaphase seulement ils sont sur le point de se séparer non de leur chromatine homologue mais bien de leur chromosome homologue.